# Дискографија Ђорђа Балашевића
Дискографија Ђорђа Балашевића, српског и југословенског кантаутора, садржи 13 студијских албума (11 као соло извођач), два уживо албума, четири компилације и неколико синглова.
Пре своје солистичке каријере, Балашевић је био члан бендова Жетва (1977–1978) и Рани Мраз (1978–1981) са којима је снимио два студијска албума.

## Албуми

### Студијски албуми
| Година                          | Назив | Ознака (тираж)                  |
| са групом Рани Мраз (1979–1981) | са групом Рани Мраз (1979–1981)                                                                                               | са групом Рани Мраз (1979–1981) |
| ------------------------------- | --- | ------------------------------- |
| 1979                            | Мојој мами уместо матурске слике у излогу - Издавачка кућа/каталошки број: ПГП РТБ ЛП 55 5345 - Формат: ЛП, касета            | Платинаста Сребрна Златна       |
| 1980                            | Одлази циркус - Издавачка кућа/каталошки број: ПГП РТБ 2520036 - Формат: ЛП, касета                                           | Платинаста Сребрна Златна       |
| Соло каријера (1982–2021)       | |                                 |
| 1982                            | Пуб - Издат: 7. мај 1982 - Издавачка кућа/каталошки број: ПГП РТБ 2320150 - Формат: ЛП/касета                                 | Платинаста Сребрна Златна       |
| 1983                            | Целовечерњи тхе кид - Издат: децембар 1983 - Издавачка кућа/каталошки број: ПГП РТБ 2121514 - Формат: ЛП/касета               | Платинаста                      |
| 1985                            | 003 - Издат: април 1985 - Издавачка кућа/каталошки број: ПГП РТБ 212 1948 - Формат: ЛП/касета                                 | Платинаста                      |
| 1986                            | Бездан - Издат: лето 1986 - Издавачка кућа/каталошки број: Југотон LSY 62148 - Формат: ЛП/касета                              | Платинаста                      |
| 1988                            | Панта Реи - Издат: децембар 1988 - Издавачка кућа/каталошки број: Југотон LSY 63320 - Формат: ЛП/касета                       | Платинаста                      |
| 1989                            | Три послератна друга - Издање: 16. децембар 1989 - Издавачка кућа/каталошки број: Југотон ЛП-6 2 02413 1 - Формат: ЛП, касета |                                 |
| 1991                            | Марим ја... - Издат: септембар 1991 - Издавачка кућа/каталошки број: Дискотон ЛП-8444 - Формат: ЛП/касета/ЦД                  |                                 |
| 1993                            | Један од оних живота... - Издат: децембар 1993 - Издавачка кућа/каталошки број: УФА Медиа 0-0002 - Формат: ЦД/касета          |                                 |
| 1996                            | Напослетку - Издат: јун 1996 - Издавачка кућа/каталошки број: УФА Медиа 9605БН - Формат: ЦД/касета                            |                                 |
| 2000                            | Деведесете - Издат: мај 2000 - Издавачка кућа/каталошки број: Hard Rock Shop 101 - Формат: ЦД/касета                          |                                 |
| 2001                            | Дневник старог момка - Издат: 24. децембар 2001 - Издавачка кућа/каталошки број: Hi-Fi Centar 10255 - Формат: ЦД/касета       |                                 |
| 2004                            | Рани мраз - Издавачка кућа/каталошки број: Hi-Fi Centar - Формат: ЦД/касета                                                   |                                 |

### Уживо албуми
| Година | Назив |
| ------ | --- |
| 1987   | У твојим молитвама - Баладе - Издавачка кућа/каталошки број: ПГП РТБ 3120074 - Формат: дупли ЛП / дупла касета |
| 1997   | Да л' је све било само фол? - Издавачка кућа/каталошки број: D:moll 0-0001 - Формат: ЦД                        |

### Компилацијски албуми
| Година | Назив |
| ------ | --- |
| 1986   | Највећи хитови Ђорђа Балашевића - Издавачка кућа/каталошки број: ПГП РТБ 5121698 - Формат: касета                                   |
| 1991   | Највећи хитови - Издавачка кућа/каталошки број: ПГП РТБ 410064 - Формат: ЦД                                                         |
| 1993   | The Best Of Vol. 2 1987 - 1992 - Издавачка кућа/каталошки број: UFA Media 0-0001 - Формат: ЦД                                       |
| 2002   | Остаће округли траг на месту шатре - Издавачка кућа/каталошки број: Hard Rock Shop – HRC-MC107/109 - Формат: дупли ЦД, дупла касета |

## Синглови
| Година                          | Наслов                                    | Албум                             | Ознака (Тираж)              |
| са групом Жетва (1977–1978)     | са групом Жетва (1977–1978)               | са групом Жетва (1977–1978)       | са групом Жетва (1977–1978) |
| ------------------------------- | ----------------------------------------- | --------------------------------- | --------------------------- |
| 1977                            | " У раздељак те љубим "                   | Сингл без албума                  | Сребрна Златна              |
| са групом Рани Мраз (1978–1981) |                                           |                                   |                             |
| 1978                            | Кристифоре црни сине.../Моја прва љубав   | Сингл без албума                  | Сребрна                     |
| 1978                            | "Рачунајте на нас" / "Страшан жуљ"        | Сингл без албума                  | Сребрна                     |
| 1978                            | "Опрости ми Катрин"                       | Сингл без албума                  | Сребрна                     |
| 1979                            | " Панонски морнар "                       | Сингл без албума                  | Сребрна                     |
| 1979                            | "Први јануар (поподне)" / "Лагана ствар"  | Сингл без албума                  | Сребрна                     |
| 1980                            | „ Прича о Васи Ладачком “                 | Одлази циркус                     |                             |
| 1981                            | "Три пут сам видео Тита"                  | Сингл без албума                  |                             |
| Соло каријера (1978–2021)       |                                           |                                   |                             |
| 1978                            | "Љубио сам снашу на салашу"               | Сингл без албума                  | Сребрна                     |
| 1982                            | "Хеј чаробњаци, сви су вам ђаци"          | Сингл без албума                  |                             |
| 1983                            | "Песма о једном петлу" / "Божа звани Пуб" | Пуб                               |                             |
| 1984                            | "Свијте ми јесен стиже, дуњо моја"        | Целовечерњи тхе кид               |                             |
| 1985                            | "Словенска"                               | 003                               |                             |
| 1987                            | "Полууспаванка"                           | У твојим молитвама – Баладе       |                             |
| 2012                            | "Осмех се вратио у град"                  | Сингл без албума; Дигитални сингл |                             |
| 2012                            | "Љубав не побеђује"                       | Сингл без албума; Дигитални сингл |                             |
| 2012                            | "Берба '59"                               | Сингл без албума; Дигитални сингл |                             |
| 2015                            | "Дует"                                    | Сингл без албума; Дигитални сингл |                             |
| 2016                            | "Рапсодија о Катрин"                      | Сингл без албума; Дигитални сингл |                             |
| 2016                            | "Мала видра"                              | Сингл без албума; Дигитални сингл |                             |
| 2017                            | "Уникатна"                                | Сингл без албума; Дигитални сингл |                             |
| 2017                            | "Стих изнад свих"                         | Сингл без албума; Дигитални сингл |                             |
| 2017                            | "Мати"                                    | Сингл без албума; Дигитални сингл |                             |
| 2017                            | "Дно дна"                                 | Сингл без албума; Дигитални сингл |                             |
| 2017                            | "Баронов бал"                             | Сингл без албума; Дигитални сингл |                             |
| 2020                            | "Хеј, лега"                               | Сингл без албума; Дигитални сингл |                             |
| 2022                            | "Рођенданска 29.04."                      | Сингл без албума; Дигитални сингл |                             |

## Трибјут албуми
| Година | Детаљи о албуму                                                                      |
| ------ | ------------------------------------------------------------------------------------ |
| 2007   | Неки новији клинци и... - Издавачка кућа/каталошки број: ПГП РТС 416811 - Формат: ЦД |